# Jacob van Maerlant
Jacob van Maerlant (Franc de Bruges, 1235 – Damme, 1300) è stato un poeta, scrittore e storico fiammingo, forse il maggiore poeta di lingua fiamminga del Medioevo.

## Biografia
Intorno al 1260 assunse le funzioni di sacrestano di Maerlant, nell'isola di Oostvoorne, dove visse per un certo periodo - da qui il soprannome "de Coster". Poi si trasferì visse a Damme dove visse fino alla morte e fu sepolto nella chiesa Onze-Lieve-Vrouwekerk.

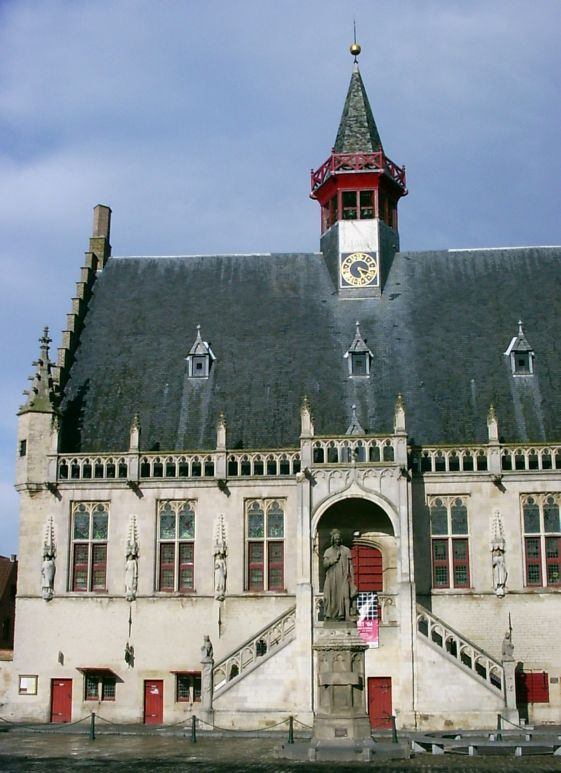
Statua di Jacob van Maerlant davanti al municipio di Damme.

## Opere in prosa
Le sue prime opere sono traduzioni in olandese medio di romanzi cavallereschi in francese. L'opera più seria di Jacob nel genere cavalleresco è Historie van Troyen (intorno al 1264), un poema di circa quarantamila versi, tradotto e ampliato dal Roman de Troie di Benoît de Sainte-Maure.
Successivamente Jacob abbandonò il romanzo cavalleresco ritenendolo un genere inutile e si dedicò alla scrittura di opere scientifiche e storiche destinate all'educazione e all'illuminazione del popolo fiammingo. La sua opera Heimelicheit der Heimelicheden, (1266 circa) è una traduzione del Secreta secretorum, un manuale per l'educazione dei principi, che nel Medioevo era attribuito ad Aristotele. Invece l'opera Van der Naturen Bloeme è una libera traduzione del De natura rerum, un trattato di storia naturale in venti libri di Tommaso di Cantimpré, un frate domenicano originario del Brabante. Un'altra opera, il Rijmbijbel, è tratta, con molte omissioni e aggiunte, dalla Historia scholastica di Pietro Comestore (Pietro di Troyes): è una parafrasi metrica del racconto biblico che Jacob completò con Die Wrake van Jherusalem (1271) di Giuseppe Flavio. Inoltre tradusse una Vita di San Francesco (Leven van St. Franciscus) partendo da un testo in latino di Bonaventura da Bagnoregio.

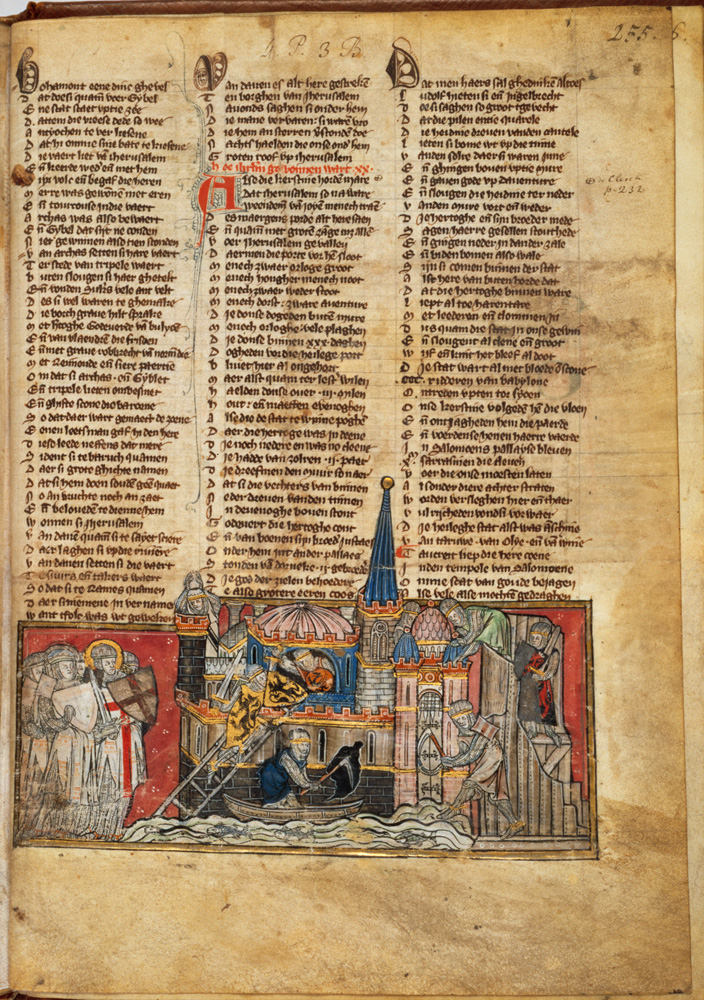
Spiegel Historiael di Jacob van Maerlant.

L'opera più corposa di Jacob è lo Spiegel Historiael, una storia del mondo in rima, tradotta dallo Speculum historiale di Vincenzo di Beauvais. L'opera è dedicata a Fiorenzo V conte d'Olanda e fu iniziata nel 1283, ma alla morte del poeta rimase incompleta. L'opera fu continuata da Philip Utenbroeke e Lodewijc van Velthem, un prete del Brabante.
Jacob scrisse anche tre opere arturiane: Torec, che si è conservato nell'imponente compilazione Lancillotto, e due romanzi cavallereschi, Historie van den Grale e Boec van Merline, che sono ispirati alle opere di Robert de Boron e raccontano la storia di Giuseppe di Arimatea e di Merlino.

## Opere poetiche
Jacob è anche autore di numerose poesie strofiche, che risalgono a periodi diversi della sua vita. Di queste la più conosciuta è Wapene Martijn ("Ahimè Martin" - il titolo deriva dalle prime parole della poesia). Si tratta di un dialogo sul corso degli eventi che si svolge tra il poeta stesso e un personaggio di nome Martin. È composto da tre parti: Wapene Martijn, Dander Martijn (Secondo Martin) e Derden Martijn (terzo Martin).
Altre poesie di questo tipo sono Van ons Heren wonden, una traduzione dell'inno Salve mea! o patrona; Die Clausule van der Bible, una poesia allegorica in forma di lode alla Vergine Maria; e la Disputacie van onser Vrouwen ende van den helighen Cruce, che lamenta la triste situazione della Terra santa.
L'ultima poesia di Jacob, Van den Lande van Oversee, fu scritta dopo la caduta della città di Acri (1291): è un accorato appello a intraprendere una crociata contro gli infedeli ed esprime amare considerazioni sugli abusi della Chiesa. L'edizione della raccolta Geesten fu curata da Franck (Groninga, 1882). Edizioni complete delle poesie strofiche furono realizzate da by E. Verwijs (Groninga, 1880), da J. Franck e J. Verdam (Groninga, 1898).

## Significato e importanza della sua opera
Jacob morì verso la fine del XIII secolo. La sua opera consiste per la maggior parte di traduzioni, ma le poesie mostrano che la sua ispirazione poetica era autentica e originale. Ciò è particolarmente evidente in Die Clausule van del Bible, Der Kerken Clage (imitate dal Corn plaintes di Rutebeuf, e nei tre dialoghi intitolati Martijn, in cui vengono discusse questioni fondamentali di teologia ed etica.
Anche se era un cattolico ortodosso, Jacob fu accusato dalla Chiesa di aver tradotto la Bibbia in lingua volgare. Nonostante la sua ortodossia,, Jacob fece una satira pungente della corruzione del clero. Fu uno dei più dotti della sua epoca e per due secoli fu il poeta fiammingo più celebrato.

## Riconoscimenti
- La città di Damme, nelle Fiandre gli ha eretto una statua davanti al municipio.
- Molte città nei Paesi Bassi e in Belgio gli hanno dedicato una strada, fra cui Eindhoven, Bruxelles, Bruges, Gand, ecc.
- La biblioteca centrale della Commissione europea ha sede nell'ex Convento Van Maerlant.